# Giulio Cesare Silvagni
Giulio Cesare Silvagni (Roma, 1900 – Parigi, 1984) è stato un romanziere, attore, scenografo e antifascista italiano naturalizzato francese, nonché volontario nella Legione straniera francese.

## Biografia
Nato a Roma nel 1900 in una famiglia aristocratica ma decaduta economicamente, partecipò alla prima guerra mondiale come volontario, essendo nell'età media in cui i giovani andavano a combattere (16/17 anni). Fortemente avverso al fascismo e fervido antifascista, Silvagni nel 1923 abbandonò la capitale e si trasferì in Francia, a Parigi, per proseguire i suoi studi di pittura. Qui ebbe modo di frequentare i migliori cineasti di quei tempi: Germaine Dulac, Antonin Artaud e Carl Theodor Dreyer. Viaggiò in Brasile e nelle Antille. 
Nel 1939 si arruolò nella Legione straniera francese e durante la seconda guerra mondiale combatté con la 13ª Demi-brigade in Nord Africa, in Italia a Cassino e nella liberazione di Roma e in Francia in Alsazia rimanendo gravemente ferito a Digione. 
Fu direttore di una galleria d'arte a Parigi e nel 1966 recitò nel film storico La presa del potere da parte di Luigi XIV di Roberto Rossellini, che lo scelse per la parte del cardinale Giulio Mazzarino anche perché discendente dell'abate che fu effettivamente segretario dell'alto prelato italiano.
Silvagni non cesserà mai di dipingere e morì a Parigi nel 1984, qualche anno dopo aver tenuto un'esposizione retrospettiva.
Fu decorato della Medaglia interalleata (1914-1918) e con la Croce di combattente volontario (1939-1945).

## Scritti
- La peau des mercenaires, Gallimard, 1954.
- Silvagni. La forêt venue, 1958.
- L'eau du marigot, 1959.
- Silvagni. Sur un petit air de Naples, 1960.
- La Légion marche sur Rome, Gallimard, 1961.
- Silvagni. Manière noire, 1964.
- L'Iconolátre, E. Losfeld, 1970.

## Filmografia
- La presa del potere da parte di Luigi XIV, regia di Roberto Rossellini (1966)